# Pesen
Pesen is een bestuurslaag in het regentschap Bojonegoro van de provincie Oost-Java, Indonesië. Pesen telt 986 inwoners (volkstelling 2010).